# 泰斯達體育會
泰斯達體育會（Sportclub Telstar）是荷蘭的一家足球俱樂部。主場位於費爾森。球隊參加荷蘭足球乙級聯賽的賽事。

## 外部連結
- Official website （页面存档备份，存于）